# 基輔地鐵
基輔地鐵（羅馬化：Kyivskyi metropoliten，羅馬化：Kievskiy metropoliten）是烏克蘭的第一個地铁系統，它亦是继莫斯科地鐵及聖彼得堡地铁後，蘇聯所建造的第三個地下鐵路系統。載客量為每天170萬人次，佔基輔市公共運輸服務人次的34%。2005年基輔地鐵的年度統計服務人次累積有6億人次，2003年為5.978億人次，有支付車費的乘客約有3.886億人次。基輔地鐵曾擁有世界最深的地鐵站－兵工廠站。該站深度達105.5公尺，因此在2022年俄羅斯入侵烏克蘭時，基輔地鐵系統經常作為防空洞使用，抵抗俄軍空襲及用作民眾避難所，向民众免费开放。战争期間，基輔地鐵因於非高峰期還開每6-7分鐘一班而聞名世界。一名網友推文：「因應戰爭，地鐵減班，列車於非高峰時期只是每6-7分鐘開一班」。

## 歷史

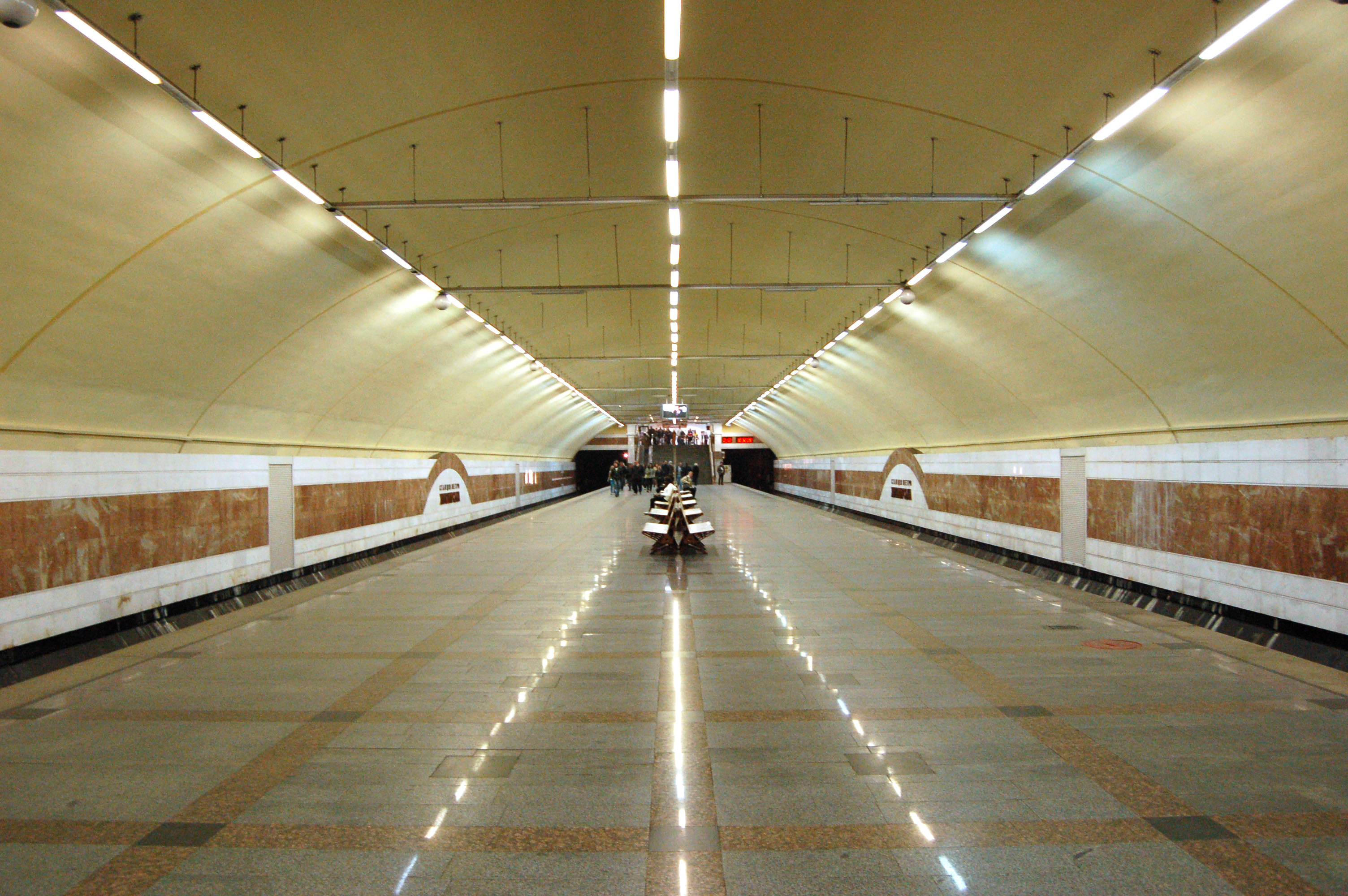
日托米爾站單拱頂月台
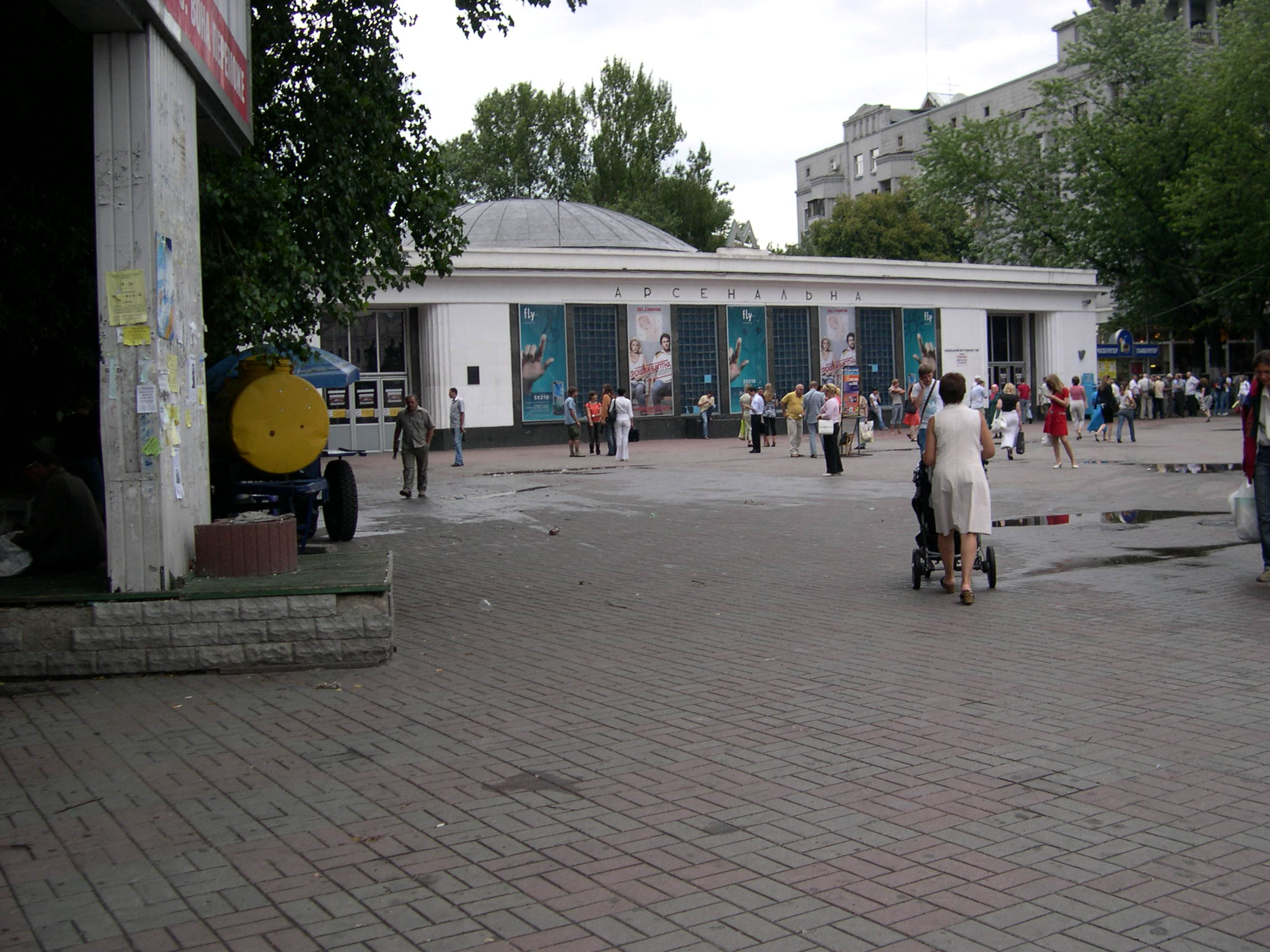
兵工廠站出口
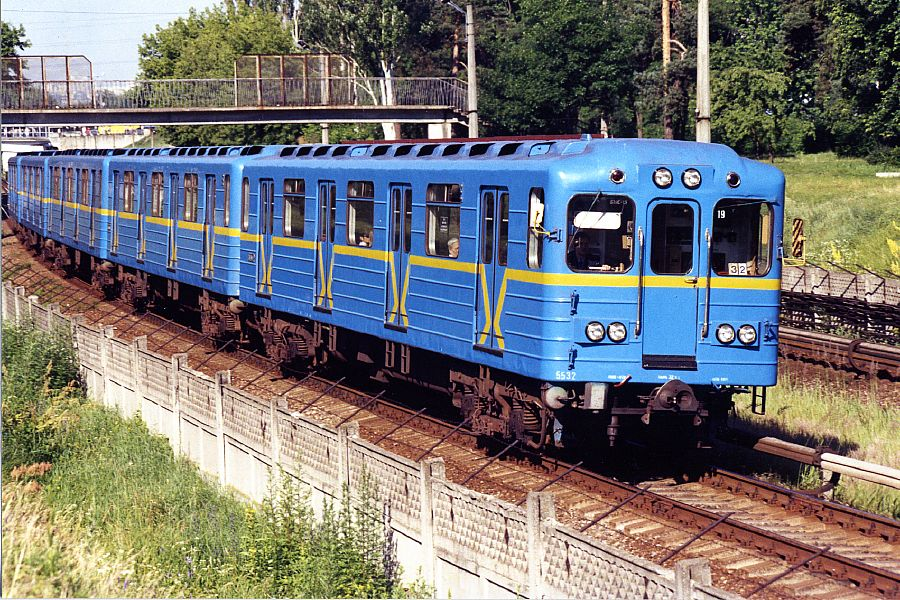
基輔地鐵現存最早列车

### 開端
基輔地鐵的想法首次出現於1884年，但最終被市議會拒絕。1891年基輔電車開始運行，是俄羅斯帝國首個電車系統。基輔快速運輸系統的最初方案是在1916年沙俄政府統治下提出的，由俄國的北美商業公司投資建設地鐵，二月革命後則由短暫存在的烏克蘭國實施這個項目，然而隨即爆發的俄國內戰導致地鐵的工程被擱置。
1934年烏克蘭蘇維埃社會主義共和國首都從哈爾科夫遷至基輔。1936年基輔的蘇維埃高層分析過莫斯科運輸工程協會提交的地下運輸系統重建計劃後，籌備資金準備開展工程。然而1938年，蘇聯須備戰第二次世界大戰，工程再次被擱置。

### 建設

基辅地铁建造时间推演示意图（烏克蘭語）

第二次世界大戰結束後，1949年八月，基輔地鐵工程再次展開，作為戰後重建計劃的一部分，最初計劃有七個車站，並於1952年宣布了車站的設計競賽。競賽委員會希望七個車站都具有斯大林風格。然而，後來比賽被取消了，原因是最西邊的兩個車站被取消，以及赫魯雪夫解凍導致史達林風格被拋棄。另外隧道鑽探經常遇到意想不到的困難，例如意想不到的鑽探地形和地下水源，導致施工嚴重落後於計畫。最終基輔地鐵首段5.2公里長、共五個車站的鐵路在1960年11月6日的十月革命週年紀念日開通（由火車站至第聶伯），但11月13日才對公眾開放，由於沒有剪票閘門，車票必須出示給站務員檢查。

### 1號線
基輔地鐵開通後面臨包括：無法建設地面車輛段 (路線埋深過深)、地鐵和其他鐵路之間沒有聯絡線，難以運送列車。同時當時的基輔地鐵屬於蘇聯交通部管轄，而不是基輔市議會管轄。直到 1962 年，地鐵駕駛者大多來自莫斯科，因為烏克蘭沒有提供適當的地鐵駕駛員教育機構。
1960年開通的基輔地鐵1號線由西至東橫跨整個城市，同年西延工程動工，並於1963年開通。1965年，基輔地鐵1號線的建設已伸延到第聂伯站，經過基輔地鐵橋，橫渡第聂伯河，並建設地面車輛段，連接傳統鐵路，方便列車運輸。隨後1號線分別在1968年及1979年擴建到第聂伯河東岸的大型住宅區。另一端，1號線西側在1971年進行延伸至日托米爾站。

### 2號線
基輔地鐵2號線為南北向的鐵路，工程在1971年開展，首三個完工的車站在1976年通車，並繼續朝南面及北面擴建。2號線是採明挖回填式建造的，因此車站並未建在地下深處，但也使基輔歷史最古老的波迪爾區的歷史建築被拆除。經過兩個階段的擴建工程後（1980年及1982年），鐵路延伸至基輔北部最大的住宅區奥博隆，站名以俄語顯示，附有烏克蘭語。另一端，南部也在1981、1984年延伸至雷比季站，但是後續工程因為下穿雷比德河的工程發生事故而中斷。

### 3號線
基輔地鐵3號線為西北-東南走向，於1981年開始建設，1989年首段2.1公里、3個車站開通，首段位在市中心，其中2個車站可以與1、2號線轉乘。

### 獨立後發展
1991年八月，烏克蘭宣佈獨立，站名改為以烏克蘭語顯示，附帶俄語。蘇維埃政權倒台後，牌匾及廣播都摒去俄語，僅一些裝飾物仍有雙語文字。儘管獨立之初出現了嚴重的經濟問題，但基輔地鐵的建設並未停止。1991年12月3號線南延兩站，1992年該線路穿過第聶伯河，擴建到第聂伯河東岸，1994年3號線進一步向東延伸至哈爾科夫站。
1990年代中期3號線西北端開始延伸，經1996、2000、2004年三次延伸至目前西北端終點站。隨後東南端也在2005哖延長，2006年再已開通路段新增維爾利察站，該站原本是緊急出口，但後來改建為車站，由於是增建車站，因此與其他使用島式月台的車站不同，維爾利察站站台為側式月台。2008年3號線延伸至目前東南端終點紅胡蒂爾站，該站的設置存在客流不足的爭議，儘管後來開通仍是基輔地鐵中客流量最低的。除了3號線外，2003年1號線西端延伸到斯维亚托申及日托米爾住宅區的學院城站。2005年2號線南延工程重新展開，2010~2013年2號線連續4年南延至泰雷姆基站。
與其他前蘇聯地鐵系統一樣，基輔地鐵的設計也考慮到了防空目的，2022年2月24日俄羅斯入侵烏克蘭，基輔地鐵作為防空洞使用，常規運行暫停，只在8~19時提供有限的服務，曾有多達15萬基輔居民在基輔地鐵的地鐵設施中尋求庇護。

## 路線與車站

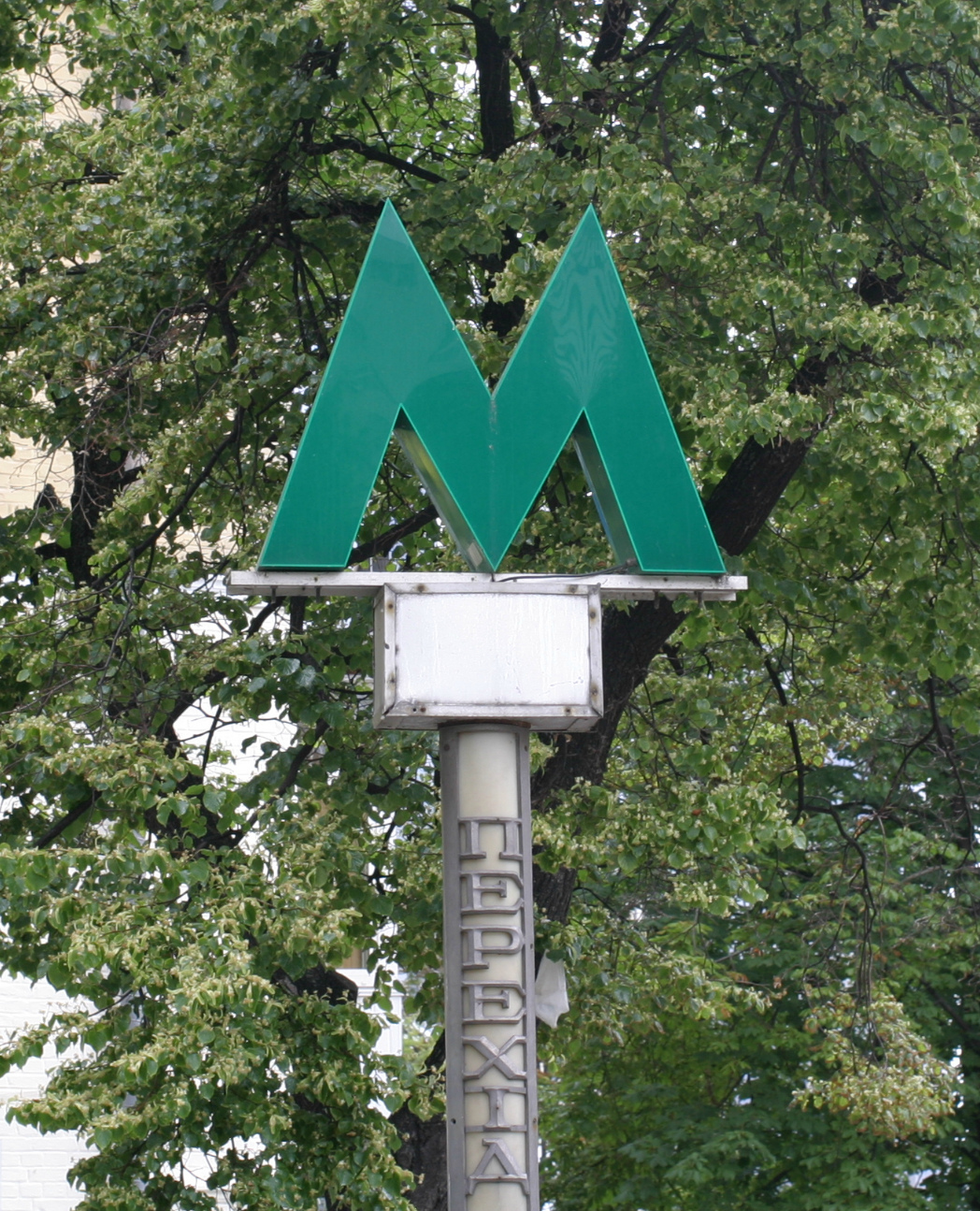
基輔地鐵地面標誌

### 營運路線
| #      | 路線名稱              | 首段通车日期   | 最後延伸日期  | 全長 (公里) | 站數 | 行車時間（分鐘）（兩端總站間） |
| ------ | --------------------- | -------------- | ------------- | ----------- | ---- | ------------------------------ |
|        | 斯維亞托申-布羅瓦雷線 | 1960年11月6日  | 2003年5月24日 | 22.65       | 18   | 38.5                           |
|        | 奧博隆-泰雷姆基線     | 1976年12月17日 | 2013年11月6日 | 20.95       | 18   | 35.25                          |
|        | 瑟雷茨-佩切拉線       | 1989年12月23日 | 2008年5月23日 | 23.9        | 16   | 40.5                           |
| 總數： | 總數：                | 總數：         | 67.6          | 52          |      |                                |
|        | 波迪爾-維胡里夫希納綫 | 建設中         | 建設中        | 約20        | 15   | N/A                            |

基輔地鐵是首3个前蘇聯建築的地鐵系统之一，它和莫斯科地铁及聖彼得堡地鐵在設計上可以找到許多共同之處，最典型的是首3條路线的车站都在市中心三角地点交汇，路線的命名方式亦是數字編號加原計劃終點站服務區域，但一般情況下不會使用數字來稱呼路線。
基輔地鐵站中39个站都是地底站，其中一半的月台的整體深度相比另一半的地底站為淺。頂篷的設計多為典型的蘇式三柱橋塔設計，5個為單拱頂設計，另外1站采用了不對稱二柱拱型設計。 
較深的地底站的定義嚴格來說是其月台與對上地表的垂直差，有些地下路線因為是沿著山坡爬行因此其沿線站的月台雖然離地表「深」但實際位置比水平線要高，這類較深月台的設計多採用橋塔型，另外3站為圓柱型，兩站為牆柱型。其他6個站是非地底站，4站月台位於地面上，两站建於「Estacade」（軍用測敵堤壩）上。除了少數幾個站例外，基輔地鐵月台全為島式月台。
基輔地鐵目前的三座車廠分別為：達爾尼察機廠（ТЧ-1）、奧博隆機廠（ТЧ-2）、哈爾基夫站機廠（ТЧ-3），總共能容納617節列車，以每5節組成1列，共109班列車每天從上午6時到晚上0時服務乘客。
於2022年重慶軌道交通的紅岩村站啟用前，基輔地鐵1號線的兵工廠站是全世界最深的車站，深105.5公尺。

### 未來規劃

基輔地鐵未來發展圖

#### 既有線
基輔地鐵2號線及3號線有延長計劃，2號線將南延至泰雷姆基（Теремки）的住宅區，並在該區域建設一條支線；3號線將會向西北伸延至維諾拉達 (Виноградар)附近，另外東南端將建造為一個半環線，經過鲍里斯皮尔国际机场，終點在第聂伯河畔的1號線左岸站。不過2、3號線延伸目前沒有進入實質建設階段，2017年中國機械設備工程股份曾表示有意投資3號線北伸，但沒有後續消息。

#### 新線
基輔地鐵4號線，又稱波迪爾-維胡里夫希納綫，首通段有四個車站，其中3個位於既有线路的交叉點，從1號線火車站站，經3號線盧基揚尼夫卡站至2號線塔拉斯·舍甫琴科站，以緩解既有3條路線的客流壓力。這條線路首次出現在1980年的規劃中，1993年公鐵兩用波多利斯基橋開始建造，後來由於財政困難而停止建造。
此後4號線數次嘗試恢復建設但沒有成功，直到2017年才在中國財團 (包括中鐵國際集團和太平洋建設集團)投資下再次啟動，首通段预计将在2025年开通。4號線後續將經過波多利斯基橋，延伸至第聂伯河左岸，另一端則向南延長至基輔國際機場，其中波多利斯基橋預計2023年完工啟用，將成為4號線首個完工路段。
基輔地鐵5號線，又称左岸线，預計沿聶伯河左岸由南至北鋪設，與基輔地鐵4號線及基輔地鐵1號線於左岸站交會。基輔地鐵5號線將會為基輔最大的住宅區特羅耶什契納提供服務。目前5号线北端已經作為基輔電車的一部分存在，依照2009年的计划，5号线应在2019年开通，但截至2022年，5号线尚未开通。

## 車輛

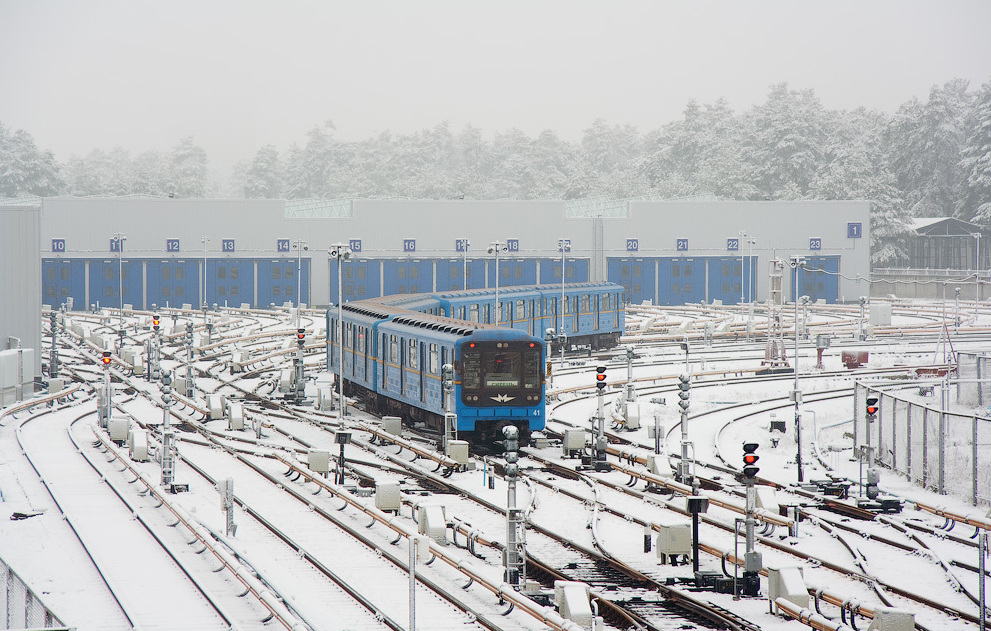
雪中的基輔地鐵列車與車輛段

基輔地鐵车辆制造商有俄罗斯的地鐵車輛機械製造廠、瓦貢馬什和烏克蘭的克留科夫鐵路車輛製造廠

### 除役車輛

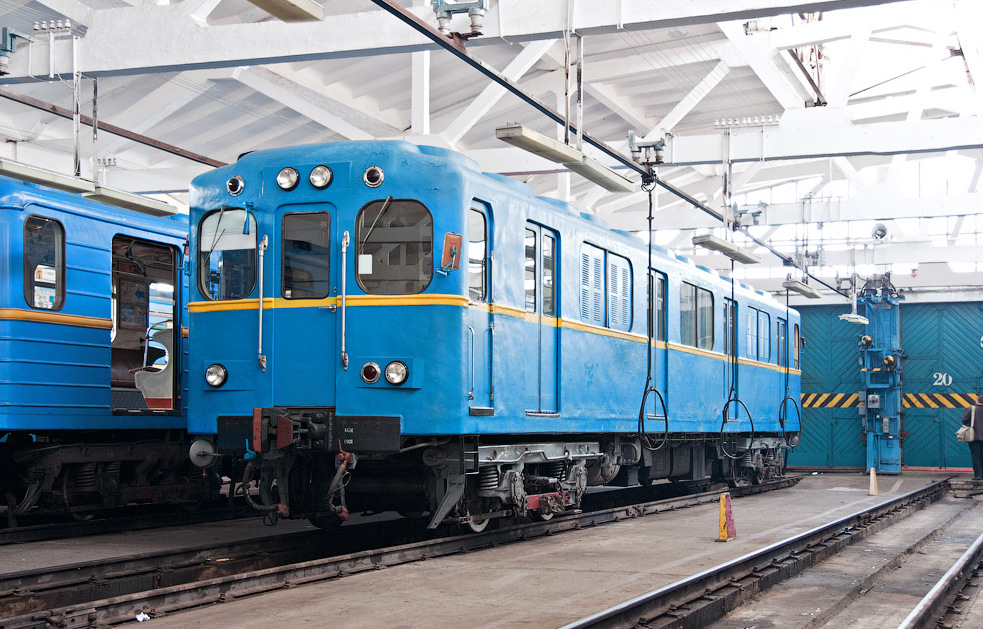
改造為蓄電池電力車的D型車

| 型號                                | 運用年    | 載客量 | 説明 |
| ----------------------------------- | --------- | ------ | --- |
| D (81-702)                          | 1960—1969 | 264    | 莫斯科地鐵G型改良型，車体輕量化、座席配置變更。1969年全部車輛轉予圣彼得堡地铁使用。有3輛回到基輔分別是博物館保存車、軌檢車、蓄電池電力車。 |
| E (81-703)                          | 1969—2015 | 264    | 原屬於圣彼得堡地铁，以D型車交換所得，可與Em、Ezh型併結。                                                                                   |
| 81-553.1/554.1/555.1型 "斯拉夫蒂奇" | 2002—2010 | 330    | 2002年與捷克斯柯達運輸合作製造，因故障不斷提前除役。                                                                                       |
| 81-7036/7037型                      | 未投入    | 322    | 克留科夫鐵路車輛製造廠製造，81-7036為頭車；81-7037為中間車，為基辅地铁製造，但未投入，2015年由哈爾科夫收購並投入哈爾科夫地鐵使用。         |

### 現役車輛
| 系列           | 型號                        | 外觀 | 運用年 | 載客量                         | 説明                                                                     |
| -------------- | --------------------------- | ---- | ------ | ------------------------------ | ------------------------------------------------------------------------ |
| Ezh型          | Ezh (81-707) Ezh-1 (81-708) |      | 1970   | 264                            | 可與E、Em型併結。                                                        |
| 81-717/714型   | 81-717/714                  |      | 1978   | 81-717：309人/ 81-714：330人   | 81-717為頭車；81-714為中間車。5/5М的不同之處在於使用了更現代的電氣設備。 |
| 81-717/714型   | 81-717.5/714.5              |      |        | 81-717：309人/ 81-714：330人   | 81-717為頭車；81-714為中間車。5/5М的不同之處在於使用了更現代的電氣設備。 |
| 81-717/714型   | 81-717.5M/714.5M            |      | 2007   | 81-717：309人/ 81-714：330人   | 81-717為頭車；81-714為中間車。5/5М的不同之處在於使用了更現代的電氣設備。 |
| Em型           | Em501 Ema502                |      | 1979   | 264                            | 原屬於圣彼得堡地铁，1979年部分車輛讓渡給基輔地鐵。可與E、Ezh型併結。     |
| 81-7021/7022型 |                             |      | 2009   | 81-7021：322人/ 81-7022：338人 | 克留科夫鐵路車輛製造廠製造，81-7021為頭車；81-7022為中間車。             |
| 81-540.2/541.2 | 81-540.2K/541.2K            |      | 2010   | 81-540：308人/ 81-541：330人   | 圣彼得堡地铁81-540/541型的改裝版。.3K搭配強制通風系統。                  |
| 81-540.2/541.2 | 81-540.3K/541.3K            |      | 2013   | 81-540：308人/ 81-541：330人   | 圣彼得堡地铁81-540/541型的改裝版。.3K搭配強制通風系統。                  |
| Е-КМ型         |                             |      | 2014   | 264                            | 克留科夫鐵路車輛製造廠製造，由Ezh型和Ema-502改裝。                       |

## 營運

### 管理
基輔地鐵由市政府擁有的市營公司Kyivsky Metropoliten被鐵路服務部在1990年早期私營化（前称Kievsky Metropoliten Ordena Lenina, Imeni V.I.Lenina）。鐵路公司聘請了數千員工負責於隧道、鐵道、車站及駕駛列車工作。除此之外，車費及廣告的收入成為了支持整個系統的營運的支柱（由一間子公司Metroeklama控制），而建造整個鐵路系統工程是由另一子公司Kievmetrostroy負責，工程項目包括分派員工到相關部門協助建造車站及挖掘隧道。Kievmetrostroy是直接由地铁的盈利及国家注资，而大部分来自国家的津贴则是由基辅市政局从预算中批出。

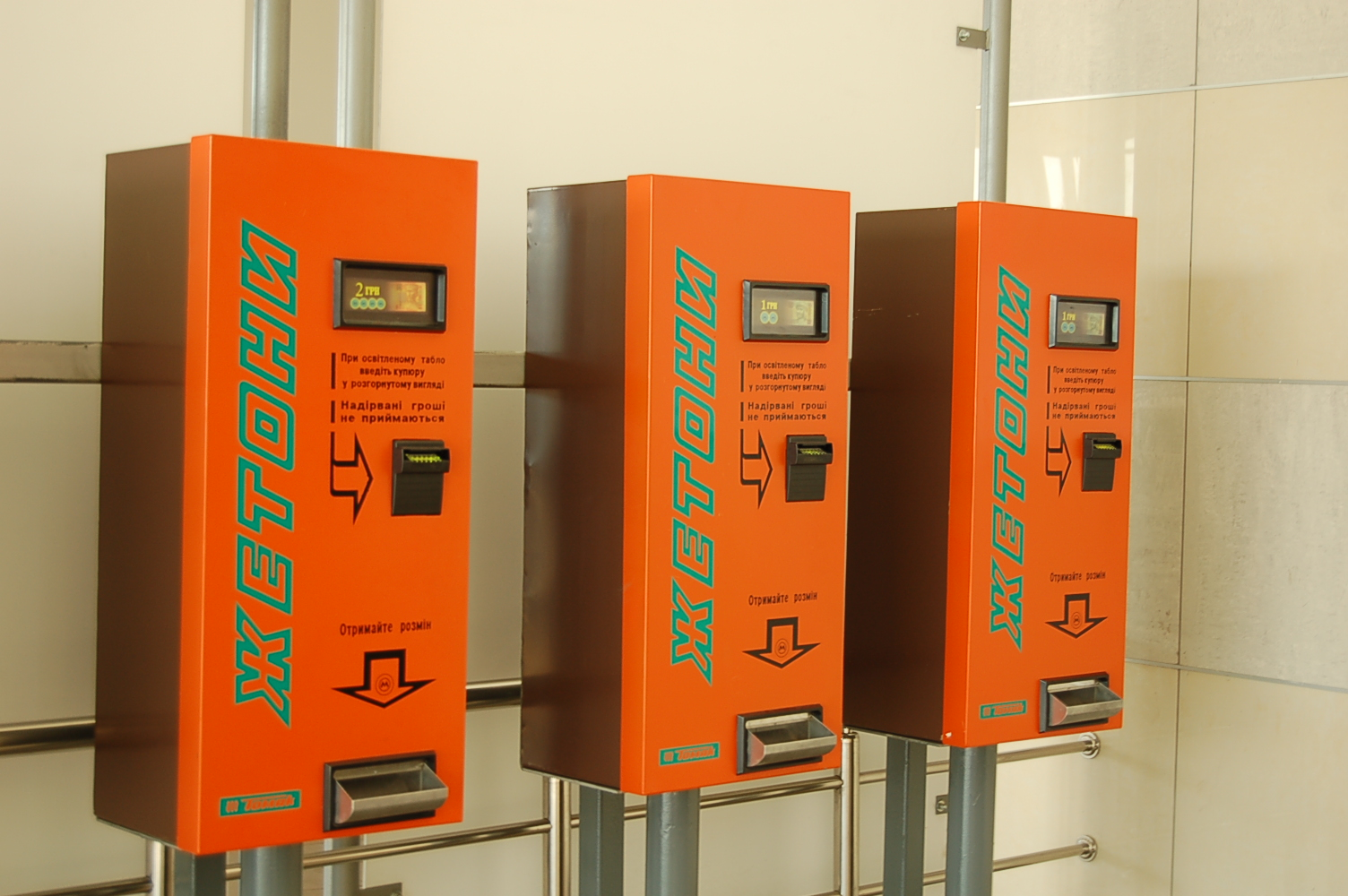
單程票代币售票机

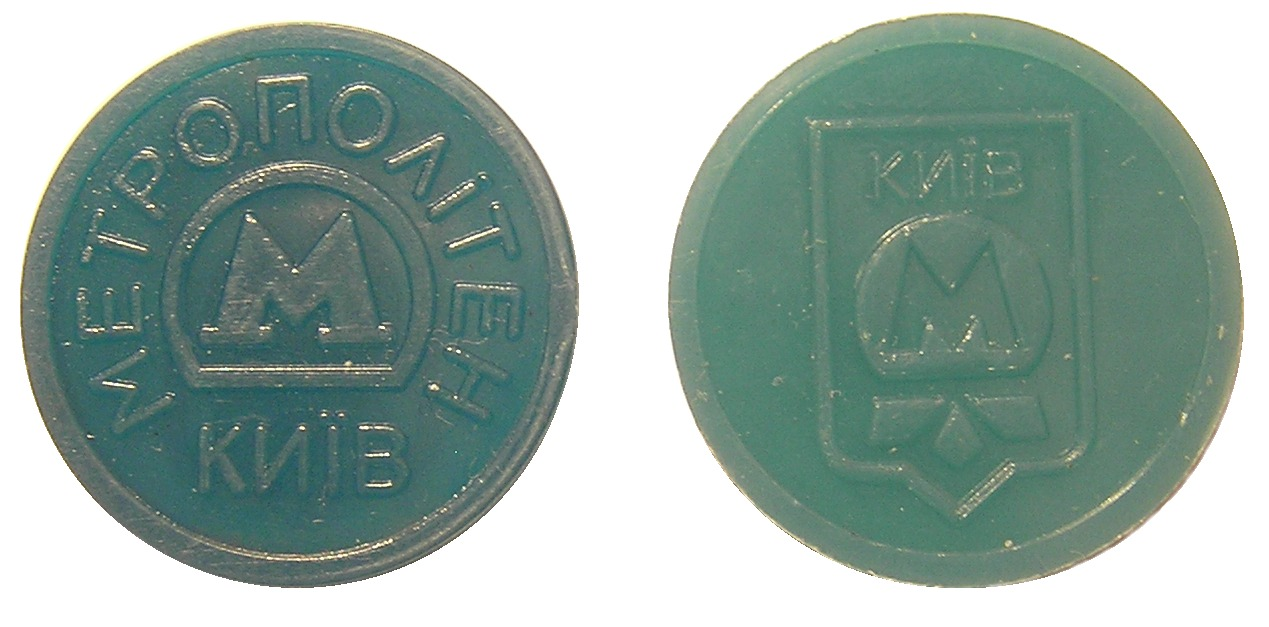
舊款0.5格里單程代币

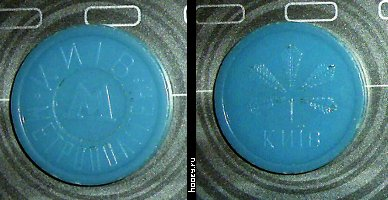
現行2格里單程代币

### 票價
自從2008年11月4日起，基輔地鐵單程票價不管搭乘距離、轉線與否（通行轉線站的轉線行人管道時不用過閘）一律為2赫里夫尼亚（簡稱「格里」或「格」）。入閘（付款）方式有:
- 於地鐵大堂從自動販賣機（部分舊機只接受舊版的1格或2格鈔票）或票務處購買綠色塑膠代幣，入閘時投進一枚通過；
- 使用公共交通月票，入閘時將膠片月票的磁帶側掃過入閘機的讀取器通過，一個月（或半月）內無限量通行；
- 持有有效長者證件者可從有職員管理的入閘處免費通過

月票可於車站大堂的票務處購買（學生可從就讀學校的辦事處購買）。一月票銷售日期限定於每月的22號到下個月的10號。半月票則為15號到下個月的2號。月票不適用於私營小巴。現有的磁帶月票的技術並不完美，乘客使用磁帶月票入閘時可能需要多次重掃後讀取器才能成功讀取。基輔地鐵方面正在開發一套非接觸式射频识别（RFID）智能卡系統以取替現有的塑膠代幣及磁帶月票。2006年初基輔地鐵公司已經逐步於各車站的現有入閘機上安裝了智能卡讀取器。
另一商討中的議題是於基輔地鐵新車站落成後是否應該引入新收費系統如，以搭乘距離或地鐵收費區的逗留時間等等計算收費。而基輔地鐵票價的調整是由基輔市政府擬定後再呈交到國家政府進行審批才能通過。

#### 票價歷史
起初1960年基輔地鐵剛開幕時的收費為0.5盧布，但於1961年為了與蘇聯的貨幣單位統一，之後30年的單程票價都固定為0.05盧布（5戈比）。直到1991年蘇聯解體後各前加盟國都遭受到極端通貨膨脹的影響，基輔地鐵的票價亦漸漸地上漲到1996年的20,000盧布（karbovanets──舊烏克蘭盧布單位）。隨著1996年烏克蘭新貨幣──赫里夫尼亚的發行，20,000盧布的票價改寫為0.2格里（20戈比）。此后地铁票价多次涨价：2000年加價至0.5格里，2008年涨至2格里；但由于同年11月发生的抗议事件，票价又降至1.7格里。2010年，票价重新涨至2格里，此后其又在2015年和2017年两次加价。截至2018年，地铁票价为8格里。

### 搭乘環境
基輔地鐵因為歷史悠久，車站設計的實用性亦顯得落後。一般島式月台只有兩邊或其中一邊設置有階梯或扶手電梯連接到出口大堂，舊站亦欠缺升降機以照顧傷殘人士。因基輔地鐵的車廂經常維修及翻新而且比起其他西方的地鐵系統落後，因此塗鴉及破壞的情況比起西方的鐵路系統沒有那麼嚴重。其中一個最大的挑戰是應付一些流浪漢及醉酒人士，因此每個車站均派有保安員及警察以維持公眾秩序。受到近期各地恐怖分子襲擊的威脅，各個車站均加裝了閉路電視等監察設備。
所有在乘客如攜帶行李，均受制於條款所規定的尺寸並需要繳付額外費用。單車及動物在不許攜帶之列。直至現在，在車站內拍攝及業餘攝影亦在禁止之列，令一些業餘攝影師大為不滿。整條鐵路除了少數的兩個新建的車站外，基本上仍然缺少一些方便傷殘人士使用的設施。

## 外部連結
- （乌克兰語） 基輔地鐵官方網頁 （页面存档备份，存于）
- （俄文） 地鐵愛好者的基輔地鐵頁
- （英文） UrbanRail.net的基輔地鐵頁 （页面存档备份，存于）
- （英文） BestofUkraine.com 包含基輔地鐵英文版地圖 （页面存档备份，存于）
- （匈牙利文） Kyiv metro map at metros.hu （页面存档备份，存于）